# Torre de Santa Margarida (Palafrugell)
La torre de Santa Margarida, o torre del mas Espanyol, és una torre de defensa del mas Espanyol, una masia fortificada del municipi de Palafrugell (Baix Empordà) inclosa en l'Inventari del Patrimoni Arquitectònic de Catalunya.

## Descripció
La torre de Santa Margarida està situada a la banda de migdia de Can Borrull, unida al mas Espanyol. Es tracta d'una torre de defensa molt ben conservada, de planta circular amb merlets de forma esglaonada al centre dels quals es conserva una espitllera petita. Al cos de la torre hi ha altres espitlleres, quadrades, emmarcades amb carreus de pedra ben tallats. A la part superior, a la banda nord-est de la torre -per on es comunica amb la masia a través d'un pont-, hi ha un matacà sostingut per mènsules de pedra granítica. L'aparell de la torre és de pedres irregulars, d'un color rogenc característic de la pedrera situada a la vora. Té un diàmetre de 5,5 metres, una alçada de 17,25 metres i un gruix de parets entre 110 i 100 cm. Té quatre plantes i terrat. Una de les plantes no existia originàriament.

## Història
Aquesta torre probablement va ser bastida el segle xvii, en el mateix moment de construcció de la masia que té al costat. Durant aquell període la pirateria, que ja havia estat un problema per a les poblacions costaneres en època medieval, s'incrementà. Les incursions dels pirates turcs i algerians van afavorir la construcció de torres de guaita i de defensa. Al terme de Palafrugell hi ha nombrosos exemplars de torres bastides entre els segles XVI-XVII.